# Station Ascot
Ascot is een spoorwegstation van National Rail in Ascot (Berkshire), Windsor and Maidenhead in Engeland. Het station is eigendom van Network Rail en wordt beheerd door South Western Railway. 